# Cerura striata
Cerura striata är en fjärilsart som beskrevs av Schultz. 1908. Cerura striata ingår i släktet Cerura och familjen tandspinnare. Inga underarter finns listade i Catalogue of Life.